# アレキサンダー・アームストロング (探検家)
サー・アレキサンダー・アームストロング（Sir Alexander Armstrong, K.C.B., F.R.S., LL.D.、1818年 - 1899年7月4日）は、アイルランド北部ドニゴール県に生まれた、イギリス海軍所属の外科医、探検家で、1850年から1854年にかけて、サー・ジョン・フランクリンの捜索のため、ロバート・マクルアー艦長の下「HMSインヴェスティゲーター (HMS Investigator)」に乗り組み、北極海を航海した。アームストロングによる、この航海の記録は、『Personal narrative of the discovery of the north-west passage』として、1857年にロンドンで出版された。

## 生涯
アームストロングは、ダブリン大学のトリニティ・カレッジと、エディンバラ大学で教育を受けた。1842年にイギリス海軍の衛生部 (the Medical Department) に入り、地中海艦隊やマルタ、ハスラー (Haslar)、チャタムの海軍病院勤務などを経て、1869年には、衛生部長 (Director-General of the Medical Department of the Navy) となり、1871年に現役から退いた後も1880年までその任にあった。クリミア戦争の際のスオメンリンナの要塞への英仏艦隊による艦砲射撃の際には、現場に居た。アームストロングは、1871年にバス勲章ナイト・コマンダーを受章し、1873年には王立協会フェローに選出された。ヴィクトリア女王とプリンス・オブ・ウェールズ（後のエドワード7世）の侍医 (honorary physician) となった。
晩年のアームストロングは、ケグワース (Kegworth) 近郊のサットン・ボニントン (Sutton Bonington) に住み、そこで没した。
アームストロングは、晩年の1894年に、サー・ウィリアム・キング＝ホール (William King-Hall, 1816–1886) の未亡人と結婚した。

## 著書
- A Personal Narrative of the Discovery of the North-West Passage, 1857
- Observations on Naval Hygiene and Scurvy, more particularly as the latter appeared during a Polar Voyage, 1858.